# Bernhard Sattler
Bernhard Sattler (* 1903; † 1980) war ein deutscher Kunstmaler.

## Biographie
Bernhard Sattler war der älteste Sohn des Architekten Carl Sattler und Bruder von Dieter Sattler. Zum Wintersemester 1922/23 schrieb er sich an der Akademie der Bildenden Künste München ein, um dort Malerei zu studieren. Er wirkte als Kunstmaler und leitete von 1958 bis 1971 die Volkshochschule in Regensburg.

## Werke (Auswahl)
- Landschaft bei Tittmoning Oberbayern, ca. 24 cm × 16 cm, Öl auf Leinwand.
- Mit Bernhard Ettelt: Das Bürgerhaus zwischen Inn und Salzach, 1979, 48 Seiten, Text-Bild-Bändchen aus „Kleine Pannonia-Reihe“, ISBN 3789700800